# Afronurus pulcher
Afronurus pulcher is een haft uit de familie Heptageniidae. De wetenschappelijke naam van de soort is voor het eerst geldig gepubliceerd in 1930 door Ulmer.
De soort komt voor in het Afrotropisch gebied.